# The Open Network

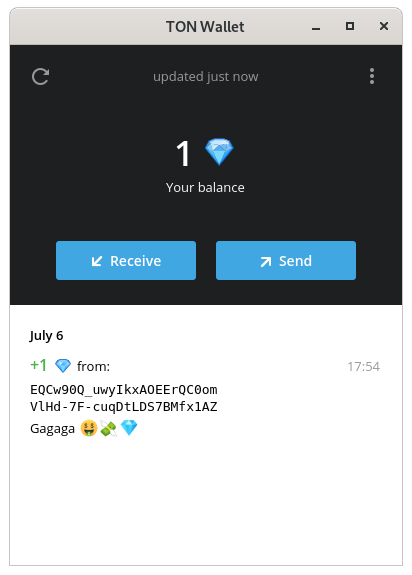
Esempio di portafoglio

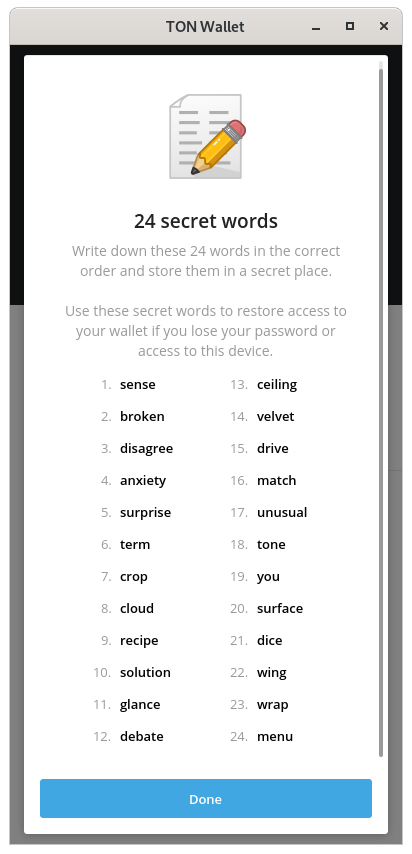
Per l'accesso ai portafogli utilizza 24 parole segrete, sulla base delle quali calcola la chiave privata del portafogli a 256 bit

The Open Network (originariamente chiamato Telegram Open Network, ed in entrambi i casi abbreviato come TON) è una tecnologia di rete informatica decentralizzata basata su blockchain, originariamente sviluppata dal team di Telegram. Nel maggio 2020, Telegram si è ritirato dal progetto dopo un contenzioso con la Securities and Exchange Commission degli Stati Uniti.

## Storia
Nel corso di un'intervista a Bloomberg di metà dicembre 2017, Durov ha annunciato che Telegram avrebbe iniziato la monetizzazione all'inizio del 2018. TechCrunch  confermò presto che la società aveva in programma di lanciare un progetto blockchain chiamato "The Open Network" o "Telegram Open Network" (TON) e la sua criptovaluta nativa si sarebbe chiamata "Gram"
Nel gennaio 2018, sono stati pubblicati un white paper di 23 pagine e un documento tecnico dettagliato di 132 pagine che hanno fatto luce sul progetto. Secondo i documenti, i Durov pianificavano di attrarre gli utenti di Telegram su TON e promuovere l'adozione di massa delle criptovalute, puntando a rendere la loro creazione una delle più grandi blockchain. TON fu descritta come una piattaforma per app e servizi simile a WeChat, Google Play o App Store, ma decentralizzata o anche un'alternativa ai servizi di elaborazione dei pagamenti di Visa e MasterCard grazie alla sua capacità di scalare e supportare milioni di transazioni al secondo. La base del codice per TON è stata creata da Nikolai Durov, lo sviluppatore di MTProto di Telegram protocollo e Pavel è diventato il personaggio pubblico del progetto.

### Vendita privata del token Gram
Per finanziare lo sviluppo del messenger e del progetto blockchain, Telegram ha attirato investimenti attraverso un'offerta privata di Gram.
L'offerta si è svolta in due round, ognuno dei quali ha incassato 850 milioni di dollari. Ad aprile 2018, l'azienda aveva riferito di aver raccolto $ 1,7 miliardi attraverso l'ICO in corso.

### Sviluppo
Il lancio della rete di test era inizialmente previsto per il secondo trimestre del 2018 mentre il lancio della rete principale nel quarto trimestre, ma le gli obiettivi sono stati posticipate più volte. La testnet è stata lanciata a gennaio 2019 con uno scostamento di sei mesi dal piano. A maggio la società ha pubblicato la versione lite del client di rete blockchain TON. A settembre la società ha pubblicato il codice sorgente completo per i nodi TON su GitHub, rendendo possibile il lancio di un nodo completo ed esplorare la testnet. Il lancio della rete principale TON era previsto per il 31 ottobre.

### SEC vs Telegram
La SEC era preoccupata per la vendita privata di Gram e ha contattato Telegram poco dopo, ma nel corso dei 18 mesi di comunicazione, le parti non sono arrivate a un'intesa. L'11 ottobre 2019, un paio di settimane prima del previsto lancio di TON, SEC ha ottenuto un ordine restrittivo temporaneo per impedire la distribuzione di Gram. Il regolatore ha sostenuto che gli acquirenti iniziali di Gram avrebbero agito in modo simile ai sottoscrittori e la rivendita di Gram, una volta distribuita, sarebbe stata una distribuzione non registrata di titoli.
Dopo una lunga battaglia legale tra Telegram e la SEC, il giudice P. Kevin Castel del tribunale distrettuale degli Stati Uniti per il distretto meridionale di New York ha concordato con la posizione della SEC secondo cui la vendita di Gram, la distribuzione agli acquirenti iniziali e il molto probabilmente la rivendita futura dovrebbe essere vista come un unico "schema" per distribuire Gram al mercato secondario in un'offerta di investimenti non registrata.
A seguito della decisione del tribunale, il team di Telegram Open Network ha annunciato che non sarebbe stato in grado di lanciare il progetto entro la scadenza prevista del 30 aprile 2020. Il 12 maggio 2020, Pavel Durov ha annunciato la fine del coinvolgimento attivo di Telegram con TON. L'11 giugno, Telegram si è accordata con la SEC US Securities & Exchange Commission e ha accettato di restituire $ 1,22 miliardi come "importi di risoluzione" negli accordi di acquisto di Gram e pagare una penale di $ 18,5 milioni alla SEC. La società ha inoltre accettato di notificare alla SEC eventuali piani per l'emissione di risorse digitali nei prossimi tre anni.

### Dopo Telegram
A maggio 2020, quando l'impegno di Telegram nel progetto non era chiaro, altri progetti hanno iniziato a sviluppare la tecnologia. Da questo fermento nacque Toncoin.
Ton.org ha spiegato:
A small team of open-source developers - NewTON - dived deep into TON's codebase, architecture, and documentation. They resume active development of TON in keeping with the design detailed in TON's original documentation.»
(ton.org)

### Toncoin
Toncoin (TON) è la principale criptovaluta della blockchain di TON, in particolare per la sua masterchain nonché workchain di base. Viene utilizzata per i depositi necessari a diventare un validatore, per pagare le commissioni di transazione, nonché quelle per l'elaborazione dei messaggi degli smart contract (gas). Anche i pagamenti per le funzioni di archiviazione perenne vengono generalmente raccolti in TON. Toncoin è rappresentato nella rete come un numero intero non negativo, essendo questo il saldo TON del conto denominato in nanotoni (10^9 nanotoni = 1 TON).

### Mining
Il processo di distribuzione di Toncoin è stato unico, poiché è stato implementato tramite proof of work Givers, che erano essenzialmente smart contract con una quantità designata di Toncoin loro assegnata. Il periodo di mining per Toncoin è stato avviato a giugno 2020 quando la stragrande maggioranza dei token Toncoin, precisamente il 98,55% dell'offerta totale, è stata resa disponibile per il mining. Questi token sono stati inseriti in contratti intelligenti Giver specializzati, consentendo così a chiunque di partecipare al processo di mining.
Su base giornaliera, gli utenti sono stati in grado di estrarre circa 200.000 TON. Questo processo di distribuzione iniziale è continuato fino al 28 giugno 2022. Due anni dopo l'inizio di questo periodo di mining, l'ultimo Toncoin è stato estratto con successo, segnando la conclusione della distribuzione iniziale di TON. Ad oggi, il mining di Toncoin è ufficialmente terminato.

## Siti TON
A settembre 2022 la fondazione TON ha lanciato i siti TON, cioè siti web che riproducono il protocollo HTTP all'interno della rete TON